# Vũ Quốc Uy
Vũ Quốc Uy (1920 - 1994) là nhà hoạt động cách mạng trong lĩnh vực văn hóa, cán bộ Việt Minh, đảng viên Đảng Dân chủ Việt Nam, người lãnh đạo cuộc khởi nghĩa giành chính quyền tại Thành phố Hải phòng năm 1945, Chủ tịch Ủy ban nhân dân cách mạng lâm thời TP Hải phòng năm 1945, Phó Chủ tịch Ủy ban Hành chính Thành phố Hải phòng năm 1946 và năm 1955, Quyền Chủ nhiệm Ủy ban Liên lạc Văn hóa với nước ngoài trong những năm kháng chiến chống Mỹ.

## Xuất thân
Vũ Quốc Uy được sinh ra trong một gia đình trí thức nhỏ trong tỉnh Nam Định.
Lúc nhỏ Vũ Quốc Uy đã may mắn học tập tại trường Thành Chung Nam Định, sớm cảm nhạy cảm với đời sống văn hóa và nghệ thuật của tuổi trẻ đô thị. Anh sớm muốn "để mở một tiệm sách nhỏ và tự do đọc những cuốn sách mới".
Từ năm 1937 Vũ Quốc Uy tham gia phong trào học sinh dân chủ, đã bắt đầu nghiên cứu triết học duy vật biện chứng và văn học cách mạng vô sản. Với trái tim đầy nhiệt huyết, Vũ Quốc Uy say mê đọc những tác phẩm văn học Xô Viết như Người mẹ của Gooc ki, Thép tôi đã thế đấy của Ốt Trốt Ki và học thuộc nhiều bài thơ Tố Hữu.

## Hoạt động nhóm Văn hóa Cứu quốc
Trong những năm 1940 Vũ Quốc Uy làm Thư ký ở Phủ Toàn quyền Đông Dương tại Hà Nội. Tuy nhiên ông hoạt động trong phong trào văn hóa cách mạng với bí danh Liên. Để tạo vỏ bọc hoạt động ông thuê nhà của một kiều dân Pháp tại 125 phố Phó Đức Chính gần hồ Trúc Bạch, Hà Nội.
Mùa thu năm 1943, ông cùng nhà viết kịch Học Phi cùng thành lập ra Hội Văn hóa Cứu quốc Việt Nam , thành viên của Mặt trận Việt Minh. Tại Hà Nội tổ Văn hóa cứu quốc đầu tiên được thành lập gồm có ông và các nhà văn Như Phong, Tô Hoài hoạt động dưới sự chỉ đạo của ông Lê Quang Đạo, Bí thư Thành ủy Hà Nội. Bên cạnh đó ông còn tham gia hoạt động của Đảng Dân chủ Việt Nam.
Do tích cực hoạt động trong lĩnh vực văn hóa và chính trị, Vũ Quốc Uy bị mật thám Pháp bắt về Nam Định và bị quản thúc vào năm 1944.
Tháng Tư năm 1945, ông thoát khỏi bị quản thúc tại gia và dự định lên Việt Bắc, nhưng đã được điều động đến Hải Phòng, Kiến An hoạt động cùng với các đồng chí Nguyễn Dương Lâm, Hạ Bá Cang.
Ngày 9 tháng 3 năm 1945 Nhật đảo chính Pháp, trao quyền quản lý một số thành phố cho Chính phủ Trần Trọng Kim. Luật sư Vũ Trọng Khánh được cử làm Thị trưởng Hải phòng.

## Lãnh đạo khởi nghĩa giành chính quyền ở Hải phòng
Sau khi tham gia trong cuộc nổi dậy ở Hà Nội ngày 19 tháng 8, Vũ Quốc Uy lại một lần nữa giao nhiệm vụ khởi nghĩa ở Hải Phòng và tập hợp các lực lượng chính trị giành chính quyền. 
Ngày 19/8/1945, khi Hà Nội tổng khởi nghĩa giành chính quyền thắng lợi, ở Hải Phòng vẫn chưa thấy động tĩnh gì, ông bồn chồn suốt đêm. Sáng sớm ngày 20/8, ông tìm gặp Nguyễn Văn Trân, Bí thư Xứ ủy Bắc Kỳ, rồi về ngay Hải Phòng.
Chập tối ngày 20/8/1945, về tới thành phố cảng, quên cả mệt và đói ông đã đi gặp ngay đồng chí Nguyễn Kim Tuấn (tức Nguyễn Mạnh Ái, sau này làm Chủ tịch Mặt trận Tổ quốc TP Hải Phòng), người cán bộ chủ chốt của phong trào Việt Minh Hải Phòng. Hai người bàn ngay việc thi hành lệnh tổng khởi nghĩa giành chính quyền ở Hải Phòng. Ông đã liên hệ ngay với Thị trưởng Vũ Trọng Khánh để thống nhất hành động.
Đêm 21/8/1945, ông đến nhà ông Vũ Trọng Khánh ở số 9 ngõ Thuận Thái, đường Cát Dài, làm việc đến 3 giờ sáng, bàn kế hoạch chuyển giao chính quyền…".Cả hai bên cùng đi đến quyết định khởi nghĩa vào sáng 23/8/1945. Mọi việc được tiến hành đúng như kế hoạch.
Sáng 23/8/1945, Hải Phòng giành chính quyền thắng lợi trọn vẹn. Trong cuộc mít tinh mừng thắng lợi tại Quảng trường Nhà hát thành phố với hơn một vạn quần chúng tham dự Ủy ban nhân dân cách mạng lâm thời thành phố Hải Phòng do ông Vũ Quốc Uy làm Chủ tịch ra mắt đồng bào, luật sư Vũ Trọng Khánh là uỷ viên hành chính.
Ông và các đảng viên khác bắt tay vào việc tổ chức bộ máy chính quyền, xây dựng lực lượng và khối đại đoàn kết toàn dân. Trong thời điểm Tổ quốc ở trong tình thế 'Ngàn cân treo sợi tóc' Vũ Quốc Uy cùng với các đồng chí trong Thành uỷ đã vận dụng tư tưởng Đại đoàn kết toàn dân của Bác Hồ trong mọi công việc lãnh đạo và chỉ đạo hàng ngày, luôn luôn xác định: 'Nhiệm vụ hàng đầu của Thành uỷ chúng tôi là xây dựng được khối đoàn kết toàn dân để đẩy công việc cách mạng ngày càng tiến tới'. Vũ Quốc Uy rất quan tâm xây dựng Thành bộ Hải Phòng Đảng Dân chủ Việt Nam với cương vị là uỷ viên Thành bộ Đảng Dân chủ.
Năm 1946 khi Ủy ban Hành chính Thành phố Hải phòng được thành lập, ông giữ chức Phó chủ tịch. Ông cùng với Bác sĩ Nguyễn Xuân Nguyên Chủ tịch Ủy ban, Bí thư Thành ủy Lê Quang Đạo, Ủy viên phụ trách tuyên truyền Lê Đại Thanh, Chủ sự Ty Liêm phóng Bùi Đình Đổng giải quyết các công việc của thành phố trong những ngày đầu.
Ông giữ cương vị Chủ tịch Ủy ban bảo vệ thành phố cùng các ông Hoàng Tùng, Đinh Thịnh, Nguyễn Văn Kha, Dương Hữu Miên, Trần Thành Ngọ.
Ngày 20.11.1946, Pháp cho đổ bộ hàng ngàn quân lính vào Đà Nẵng, đồng thời nổ súng đánh chiếm Hải Phòng và Lạng Sơn, châm ngòi cho cuộc Chiến tranh Đông Dương. Quân Pháp gặp phải hỏa lực mạnh của lực lượng Việt Minh bảo vệ thành phố. Chiến sự kéo dài cho đến khi người lính Việt Minh cuối cùng rút khỏi chiến trường vào ngày 28 tháng 11. Sau đó việc chỉ huy quân sự được giao cho Dương Hữu Miên.
Năm 1947 sau khi Hải Phòng-Kiến An bước vào kháng chiến chống thực dân Pháp, Vũ Quốc Uy tham gia liên tỉnh ủy Hải-Kiến là một ủy viên thường vụ liên tỉnh ủy, Trưởng ban Tuyên truyền, Giám đốc Trường Chính trị Tô Hiệu. Với cương vị đó, Vũ Quốc Uy cùng với tập thể lãnh đạo nhà trường vượt qua mọi gian khổ ở căn cứ Đèo Voi (Đông Triều - Quảng Yên) và các căn cứ khác mở tại Sơn Động - Bắc Giang đào tạo được hơn 1000 cán bộ, đảng viên, phục vụ cho công cuộc kháng chiến, cho công tác tiếp quản thành phố.
Năm 1954 ông hoạt động báo chí cách mạng tại huyện Thường Tín, ngoại thành Hà nội.

## Tiếp quản và Tái thiết Thành phố Hải phòng
Tháng 4 năm 1955 ông được cử vào làm Ủy viên Ủy ban Quân chính Hải phòng cùng với ông Tô Duy, Hoàng Sâm, Trần Kiên. Ủy ban do ông Đỗ Mười làm Chủ tịch.. Đến tháng 8 cùng năm khi Ủy ban Quân chính đổi thành Ủy ban Hành chính, ông được cử làm Phó Chủ tịch Ủy ban.

## Hoạt động văn hóa đối ngoại
Sau đó, ông chuyển sang công tác đối ngoại, được Chính phủ bổ nhiệm làm Phó Chủ nhiệm, sau đó là Quyền Chủ nhiệm Ủy ban Văn hóa đối ngoại trực thuộc Hội đồng Chính phủ đến khi ông nghỉ hưu. Ông cùng làm việc với các ông Phạm Ngọc Thuần, Nguyễn Khắc Viện. 
Trong cương vị mới này, Vũ Quốc Uy có quan hệ rộng rãi với nhiều người trong và ngoài nước hoạt động trên lĩnh vực văn hoá, văn nghệ, báo chí. Nhà báo Pháp nổi tiếng Madeleine Riffaud, có một số lần viết thư cho Vũ Quốc Uy viết thư nhờ ông dịch từ tiếng Pháp sang tiếng Việt một số bài phóng sự về Việt Nam, Algérie, về nước Pháp (trong tập De Notre Envoyéc Specialy).
Dịch thuật.
Năm 1988, ông dịch tác phẩm Im lặng của biển (Lesilence de la mer) của Veco, Nhà xuất bản Văn học xuất bản. Năm 1986 ông dịch tác phẩm "The quiet American" từ bản tiếng Pháp, lúc đầu mang tựa "Một người Mỹ trầm lặng" do Nhà xuất bản Tác phẩm mới in 1986, sau này Nhà xuất bản Văn Nghệ TP HCM tái bản năm 2001 với tựa đổi lại là "Người Mỹ trầm lặng.
Chủ tịch Hội Tem Việt Nam.
Năm 1960 ông được bầu làm Chủ tịch Hội Tem Việt Nam.. Ông đã cùng các hội viên tuyên truyền, giới thiệu, quảng bá các lợi ích, ý nghĩa to lớn của sưu tầm tem tới với các cơ quan, tổ chức và mọi tầng lớp nhân dân.
Năm 1961, triển lãm tem Bưu chính Việt Nam lần đầu tiên được tổ chức tại Hà Nội bước đầu đã ghi nhận những thành công tuy còn nhiều hạn chế. Năm 1962, Hội Tem Việt Nam đã chính thức trở thành thành viên của Hiệp hội Sưu tập tem Thế giới (FIP) chỉ sau 2 năm thành lập. Hội đã cử nhiều đoàn đại biểu sang các nước Đông Âu học hỏi kinh nghiệm, trao đổi, giao lưu và gửi một số bộ tem đi triển lãm với bạn bè quốc tế. Thông qua những con tem, những thông điệp về đất nước, lịch sử, văn hóa, con người Việt Nam đã được bạn bè quốc tế vui mừng đón nhận. 
Năm 1976 do sức khỏe yếu, ông thôi không làm Chủ tịch hội. Người kế nhiệm là ông Lê Thành Công, Thứ trưởng Bộ Văn hóa.

## Tác phẩm về Hải phòng
Đối với Đảng bộ và nhân dân thành phố Hải Phòng, Vũ Quốc Uy tự hào về quá trình sống và làm việc tại quê hương mới anh hùng. Với sự tự tin của một quan chức nghệ sĩ, Vũ Quốc Uy viết các cuốn hồi ký như ‘Tôi trở lại Hải Phòng trong cuộc nổi dậy ',' Hành động dưới ánh sáng của nền tảng văn hóa 'và 'Những ngày gian khó ở Đèo Voi'...
Nhân dịp kỷ niệm 30 năm giải phóng Hải Phòng (ngày 13 Tháng Năm 1955 - 13 tháng 5 năm 1985), Vũ Quốc Uy đã viết tập sách có tên là Bình minh trên sông Cấm nhớ lại 300 ngày của Hải Phòng đấu tranh chống thực dân Pháp.
Ngày 19 tháng 11 năm 1994, ông mất trong sự tiếc nuối của các đồng chí của ông và nhân dân thành phố Hải Phòng, nơi ông coi là quê hương anh hùng của mình.

## Chú dẫn
1. ↑  "Báo điện tử Tiền Phong". Báo Điện tử Tiền Phong. Truy cập ngày 6 tháng 3 năm 2015.
2. ↑  "Nhóm văn hóa cứu quốc đầu tiên - Quân đội nhân dân - Sự kiện và nhân …". Quân đội nhân dân. Bản gốc lưu trữ ngày 21 tháng 4 năm 2013. Truy cập ngày 4 tháng 10 năm 2015.{{Chú thích web}}:  Quản lý CS1: bot: trạng thái URL ban đầu không rõ (liên kết)
3. ↑  http://www.thp.org.vn/vn/index.asp?menuid=475&parent_menuid=450&fuseaction=3&articleid=11969
4. ↑  "Bản sao đã lưu trữ". Bản gốc lưu trữ ngày 3 tháng 7 năm 2012. Truy cập ngày 26 tháng 10 năm 2012.
5. ↑  "Hệ thống thông tin VBQPPL". Truy cập ngày 22 tháng 7 năm 2016.
6. ↑  "Sắc lệnh 234/SL chỉ định ông uỷ ban Hành chính thành phố Hải phòng". Truy cập ngày 6 tháng 3 năm 2015.
7. ↑  "Kỷ niệm ngày thành lập Hội Tem Việt Nam (30". Bản gốc lưu trữ ngày 14 tháng 11 năm 2010. Truy cập ngày 4 tháng 10 năm 2015.
8. ↑  "Tổ chức phong trào". Bản gốc lưu trữ ngày 23 tháng 11 năm 2010. Truy cập ngày 4 tháng 10 năm 2015.